# Marco Arpino
Marco Arpino Schoch (Roma, 11 settembre 1966) è un dirigente sportivo ed ex schermidore italiano di origine svizzera, specializzato nel fioretto. Medaglia d'oro al valore atletico, vincitore di una medaglia d'oro ai Campionati mondiali di scherma.

## Carriera
Nel 1985 partecipa ai Mondiali giovanili di Arnhem e l'anno dopo a quelli di Stoccarda, vincendo la medaglia di bronzo. Negli stessi anni conquista due medaglie di bronzo nella Coppa del Mondo giovani.
A livello nazionale ha vinto diversi Campionati italiani assoluti di scherma: è stato campione italiano individuale nel 1991 ed a squadre dal 1987 al 1991 e nel 1994. In tre edizioni 1993, 1994, 1995 ha conquistato la Coppa del Mondo a squadre e individualmente il bronzo nel 1987. Sempre nel 1987 ha conquistato la Coppa Europa con le Fiamme Oro.
Ha partecipato alle seguenti edizioni dei Giochi olimpici:
- XXIV Olimpiade nel 1988 a Seul - riserva fioretto a squadre
- XXV Olimpiade nel 1992 a Barcellona - fioretto a squadre
- XXVI Olimpiade nel 1996 ad Atlanta - fioretto individuale ed a squadre

Ha partecipato nello stesso periodo alle Universiadi del 1985 a Zagabria (XIV Universiade), del 1991 a Sheffield (XVI Universiade) e del 1993 a Buffalo (XVII Universiade), vincendo una medaglia d'oro, una medaglia d'argento e una medaglia di bronzo.
Dopo aver conseguito all'Università di Lione Claude Bernard Lyon 1, specializzata nella formazione delle scienze applicate, il Master universitario di II livello in Management delle organizzazioni sportive patrocinato dal Comitato Olimpico Internazionale, nel 2001 inizia a lavorare come dirigente al CONI, ricoprendo diversi incarichi.
È stato segretario generale della Camera di conciliazione ed arbitrato per lo sport sotto la presidenza di Lamberto Cardia, direttore del Dipartimento anti-doping, esperto della WADA e rappresentante al Consiglio d'Europa.
Ha collaborato attivamente per la prevenzione e repressione del doping, anche in seno alla Commissione del Ministero della Salute ed in ambito internazionale (cfr. Operación Puerto).
È stato Direttore della Scuola dello sport e della Biblioteca sportiva nazionale del CONI, occupandosi in particolare della formazione dei quadri tecnici e dirigenziali, degli atleti delle federazioni sportive, degli enti di promozione sportiva e dei corpi sportivi, anche attraverso l'implementazione del quadro europeo delle qualifiche in ambito sportivo.
Ha insegnato in varie università italiane ed estere, è membro della commissione tecnica dell'Accademia Nazionale di Scherma di Napoli, ente che dal 1861 rilascia la qualifica di maestro di scherma.
Dirige Progetti Speciali del CONI, con la responsabilità per i finanziamenti della Comunità Europea.

## Palmarès

### Risultati élite
In carriera ha ottenuto i seguenti risultati:
Mondiali
Individuale
A squadre
- Oro nel fioretto ad Atene 1994

Universiadi
Individuale
A squadre
- Oro nel fioretto a Sheffield 1991
- Argento nel fioretto a Buffalo 1993
- Bronzo nel fioretto a Zagabria 1987

Coppa del Mondo
Individuale
- nella classifica generale del fioretto 1986-87

A squadre
- nella classifica generale del fioretto 1992-93
- nella classifica generale del fioretto 1993-94
- nella classifica generale del fioretto 1994-95

Campionati italiani
Individuale
- Oro nel fioretto a Mazara Del Vallo 1991

A squadre
- Oro nel fioretto a Genova 1987
- Oro nel fioretto nel 1988
- Oro nel fioretto a Foggia 1989
- Oro nel fioretto nel 1990
- Oro nel fioretto a Mazara Del Vallo 1991
- Oro nel fioretto nel 1994

### Risultati giovani
Mondiali giovanili
Individuale
- Bronzo nel fioretto a Arnhem 1985

A squadre
Coppa del Mondo di scherma giovani
Individuale
- nella classifica generale del fioretto 1984-85
- nella classifica generale del fioretto 1985-86

A squadre
Coppa Europa di scherma
Individuale
A squadre
- nella classifica generale del fioretto 1986-87

Campionati italiani di scherma giovani
Individuale
- Oro nel fioretto nel 1986

A squadre
- Oro nel fioretto nel 1985
- Oro nel fioretto nel 1986

## Curiosità
- Laureato in giurisprudenza e in scienze politiche, ha conseguito un dottorato di ricerca in Scienze motorie e sportive in ambito educativo e performativo. Diplomatosi commissario di polizia alla Scuola superiore di polizia e Maestro di scherma all'Accademia Nazionale di Scherma di Napoli, Marco Arpino è stato il primo funzionario della Polizia di Stato a partecipare ai Giochi olimpici ed a vincere una medaglia d'oro ai campionati mondiali di scherma.[3]
- Alle XXV Olimpiade nel 1992 a Barcellona, coadiuvò Federico Calcagno, nelle telecronache della RAI dedicate alla scherma.
- Alle XXVI Olimpiade nel 1996 ad Atlanta, fu scelto dal CONI come atleta per la presentazione della divisa ufficiale.
- È figlio dello storico italiano Alberto Maria Arpino.